# Західні Чалук'ї
Західні Чалук'ї або Чалук'ї з Кальяні (ಪಶ್ಚಿಮ ಚಾಲುಕ್ಯ ಸಾಮ್ರಾಜ್ಯ) — династія, що правила південно-західною частиною Індії після падіння династії Раштракутів. Правління цієї династії тривало понад 200 років.

## Історія
Належали до бокової гілки династії Чалук'я. Тайлапа II (957—997), засновник династії, був спочатку данником Раштракутів. Послаблення спричинило початок спротив з боку Західних Чалук'їв. Тайлапа завдав поразки Амогхаварші IV Раштракуту, що призвело до розпаду раштракутської держави. після цього Тайлапа II захопив значну частину земель колишнього сюзерена. також було захоплено область Лата (в сучасному Гуджараті), проте вимушений був поступитися нею на користь раджпута Мулараджи Соланка. Втім вдалося приєднати до держави Чалук'їв Кунталу, здолати раджпутів Калачура й царство Чола. після цього розпочалася запекла війна з кланом Парамара, яка зрештою завершилася перемогою Західних Чалук'їв.
Напочатку XI ст. держава вимушена була захищатися проти зовнішніх ворогів — Чола, а потім Парамара, Чеді, Соланка. Втім магараджахіраджа Джаясімха II Чалук'я (1015—1042) завдав рішучої поразки коаліції раджпутських князів й відновив вплив своєї держави.
Цю справу продовжив син Джаясімхи II — Сомешвара I Ахавамалла (1042—1068), який спустошив Малаву. розбивши Бходжу Парамару. Після смерті останнього Сомешвара I поставив на трон Малави Джаясімху Парамару. після цього зусилля Західних Чалук'їв були спрямовані проти Чола. У 1054 році при Коппамі армія західних Чалук'їв завдали рішучої поразки чоланським військам на чолі з Раджадхіраджею I.
Наступним кроком стало підкорення Каннауджа на півночі Індії, розбив раджпута Лакшмікарну Качалура. Було пограбовано Мітхілу, Маґадгу, Ангу, Вангу й Гауду. Лише у Камарупі (сучасний ассам) війська західних Чалук'їв зазнали поразки від раджи Ратнапали.
Сомешвара I переніс столицю з Мак'яхети до Кальяна (тепер Кальяні). Наприкінці життя зазнав поразки від Вірараджендри Чоли у битві при Кудал-Сангамамі. Не витримавши поразки Сомешвара наклав на себе руки, втопишися в річці Тунгабхадра.
Велич Західних Чалук'їв відродив Вікрамадітья II (1076—1127), який розбив раджпутів Соланка, Чола й Вішну-вардхана Хойсала. Його двір стає центром літератури та мистецтва. Справу Вікрамадільї II продовжив його син Сомешвара III (1127—1138) та онук Джагадеккамала II (1138—1151). За цих правителів влада західних Чалук'їв охопливало північно-східну та значну частину південної Індії.
Після смерті Джагадекемалли II почався занепад держави. З 1157 року розпочався тривалий період боротьби за владу. На деякий час Сомешвара IV (1184—1200) зумів частково відновити владу свої династії. Проте зрештою його було розбито Сеунами, Хойсалами та Какатіями.

## Адміністрація
Держава ділилася  на великі провінції (мандала), які ділилися на провінції (наду), останні на райони (кампани), а ті — на села (бада). Втім великі провінції мали значну автономію, керувалися представниками правлячої династії. Тому внутрішня єдність забезпечувалася лише завдяки сильному володареві.При послаблені центральної влади починалася децентралізація й загальне послаблення держави.

## Економіка
Основу виробництва складали продукти сільського господарства, а також видобування корисних копалень. Значний зиск державній скарбниці приносила торгівля. Важливими об'єктами торгових стосунків (суходолом й морем) була сіль (випарювалася з океану), коні, золото, текстиль, парфумерія, спеції та прянощі, рис, тростиновий цукор, дорогоцінне каміння. Торгівля велася з Багдадським халіфатом, державами Південно-Східної Азії, китайською династією Тан.
В XI ст. різні дрібні господарства створюють великі об'єднання на кшталт західноєвропейських гільдій. Особливо це стосується купців та ремісників.

## Культура

### Архітектура
Архітектура Західних Чалук'їв характеризує перехід від традицій Чалук'я до архітектури Хойсалів. також стиль часів цієї династії називають «Стиль Гадаг», тому що більш храмів зведено неподалік від річки Тунгабхадра, сучасному районі Гадаг у Карнатакі. Храми відзначають багатосходинковою системою. Яскравими представниками цього стилю є храми Кашивішвара, Додда Басалпа, Маллікарджуна, Каллешвара, Сідхешвара, Амртешвара, Кайтабхешвара, Кедарешвара.

## Володарі
- Тайлапа II (957—997)
- Сат'яшвара (997—1008)
- Вікрамадітья I (1008—1014)
- Айяна (1014—1015)
- Джаясімха II (1015—1042)
- Сомешвара I (1042—1068)
- Сомешвара II (1068—1076)
- Вікрамадітья II (1076—1126)
- Сомешвара III (1126—1138)
- Джагадеккамала II (1138—1151)
- Тайлапа III (1151—1164)
- Джагадеккамала III (1163—1183)
- Сомешвара IV (1184—1200)